# Piedras Blancas (Argentina)
Piedras Blancas es un municipio ubicado en el distrito Alcaraz 2° del departamento La Paz en el oeste de la provincia de Entre Ríos, República Argentina. El ejido del municipio comprende la localidad del mismo nombre y un área rural. Se encuentra a 81 km en línea recta de la ciudad de Paraná, capital de la provincia (107 km por ruta).
La población de la localidad sin considerar el área rural era de 1045 personas en 1991 y de 1268 en 2001. El censo 2010 contó 1767 habitantes en el municipio.
La localidad de Piedras Blancas se encuentra ubicada sobre las barrancas de la margen izquierda del río Paraná entre la desembocadura del riacho Alcaraz al norte (brazo del Paraná que recibe las aguas del arroyo Feliciano y forma las islas Alcaraz) y la desembocadura del arroyo Hernandarias al sur. 
El principal acceso a Piedras Blancas es la ruta provincial A03, que es un camino pavimentado de 12 km que comunica con la ruta provincial N° 7. Está última ruta, a 10 km, se interseca con la Ruta Nacional 12.
Piedras Blancas integra la Microrregión Camino Costero Río Paraná, un acuerdo regional de localidades ubicadas al noroeste de la provincia de Entre Ríos.

## Historia
El 22 de octubre de 1933 los hermanos Pedro y Pablo Bardín crearon una fábrica de yeso que se conmemora como fundacional de la localidad.
En 1956 el propietario de los campos de la actual Piedras Blancas, Pablo Bardín, solicitó la creación de un pueblo en sus tierras, que fue aprobado por decreto n.º 8599/1956. La localidad fue proyectada sin seguir el patrón de damero que siguen la mayoría de las localidades de Entre Ríos. Las manzanas se agrupan en torno a una calle principal (la avenida Tuyango) y tienen formas irregulares siguiendos los contornos del nivel del terreno. Las calles llevan nombres de pájaros y plantas autóctonas y en su mayoría están pavimentadas. Sobre la costa se halla una fábrica de yeso.
Los límites jurisdiccionales de la planta urbana de la localidad fueron fijados por decreto 2012/1984 MGJE del 11 de junio de 1984. Los límites jurisdiccionales de la junta de gobierno fueron fijados por decreto 2736/1984 MGJE del 31 de julio de 1984.
El 18 de noviembre de 1992 la Legislatura provincial sancionó la ley n.º 8700 (promulgada el 4 de diciembre de 1992) aprobando el censo realizado y el ejido del futuro municipio. El 16 de marzo de 1993 fue creado el municipio de 2ª categoría mediante el decreto n.º 762/1993 del gobernador de Entre Ríos, sustituyendo a la junta de gobierno existente hasta entonces.
Mediante la ley n.º 9361 sancionada el 26 de septiembre de 2001 (promulgada el 2 de octubre de 2001) el ejido municipal fue ampliado, apoyándose en el riacho Alcaraz, arroyo Feliciano, arroyo Alviso, ruta A03 y arroyo Hernandarias.

## Deportes
El único club de la localidad es el Club Social y Deportivo Tuyango, que fue fundado el 3 de septiembre de 1949. Actualmente participa en la Liga de Fútbol de Paraná Campaña. Su Estadio aún en construcción se denomina "La Boca del Tigre". Tiene una tribuna de hormigón premoldeado para 240 espectadores y también gradas de caño y tablones que dan a la calle De La Paloma. La casaca es blanca con bastones negros. Su rivalidad deportiva la mantiene con ambos equipos de Hernandarias. Tiene obtenido un campeonato en 1980. Las prácticas deportivas son fútbol, vóley, básquet, bochas y atletismo. Para la prácticas de estas disciplinas cuentan con campo de fútbol y otro auxiliar, canchas de básquet y vóley; además de dos salones cubiertos.

## Hermanamientos
Piedras Blancas ha firmado vínculos de cooperación perdurables, en carácter de hermanamientos, con las siguientes ciudades:
- Lichtenau, Baden Württemberg, Alemania (31 de mayo de 2018)[12]